# Trigonura bakeri
Trigonura bakeri är en stekelart som beskrevs av Masi 1926. Trigonura bakeri ingår i släktet Trigonura och familjen bredlårsteklar.
Artens utbredningsområde är Filippinerna. Inga underarter finns listade i Catalogue of Life.